# Indomie

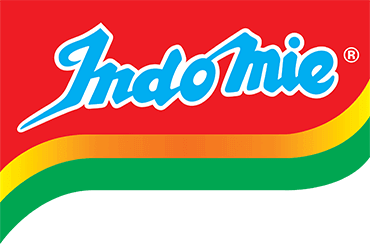
Logo von Indomie

Indomie ist eine Instantnudelmarke, die von dem indonesischen Unternehmen Indofood vertrieben wird und 2015 knapp die Hälfte aller Verkäufe des Gesamtunternehmens ausmachte. Der Name Indomie leitet sich von „Indo“ für „Indonesien“ und „mie“ ab, einer älteren Schreibweise des indonesischen Wortes für „Nudeln“. Indomie wird mit 17 Fabriken als größter Instantnudelhersteller der Welt bezeichnet. Jährlich werden über 19 Milliarden Packungen Indomie produziert und in mehr als 100 Länder exportiert. Besonders verbreitet sind die günstigen Produkte von Indomie in den Ländern der Dritten Welt (vorwiegend in Afrika und Asien), werden jedoch auch in einige westliche Länder wie die Vereinigten Staaten, Frankreich, Deutschland, Spanien oder Australien exportiert.
Instantnudeln wurden erstmals in den 1960er Jahren in Indonesien eingeführt. Die Instantnudeln der Marke Indomie wurden zuerst 1972 mit dem Geschmack Hähnchen auf den Markt gebracht. 1982 brachte Indomie mit „Mi Goreng“ die erste Trockennudelsorte (die ohne Brühe verzehrt wird) auf den Markt, die von dem traditionellen indonesischen Nudelgericht Bami Goreng inspiriert war. 1987 wurde Pop Mie als Untermarke für Instantnudelsuppen von Indomie eingeführt. Heute wird Indomie in verschiedenen Geschmacksrichtungen angeboten und auch Snacks wie Kartoffelchips gehören zum Produktportfolio. Indomie hatte 2010 einen Marktanteil von rund 70 Prozent am Markt für Instantnudeln in Indonesien. Beliebt ist Indomie auch in afrikanischen Ländern wie Nigeria, wo Indomie zu einer Art Synonym für Instantnudeln geworden ist. Hier betreibt Indomie die größte Nudelfabrik in ganz Afrika. Auf dem afrikanischen Kontinent gehört Indomie sogar zu den bekanntesten Konsumentenmarken überhaupt. Als eine bekannteste Marke des Landes hat es in Indonesien eine Art Kultstatus erhalten und gilt als nationale Ikone.
Indomie hat im Februar 2005 den Guinness-Weltrekord in der Kategorie „Größte Packung Instant-Nudeln“ aufgestellt, indem es eine Packung mit den Maßen 3,4 m × 2,355 m × 0,47 m und einem Nettogewicht von 664,938 kg hergestellt hat, was etwa dem 8.000-fachen Gewicht einer normalen Packung Instant-Nudeln entspricht. Sie wurde aus denselben Zutaten wie eine normale Packung Instant-Nudeln hergestellt und für den menschlichen Verzehr als geeignet zertifiziert.

## Galerie

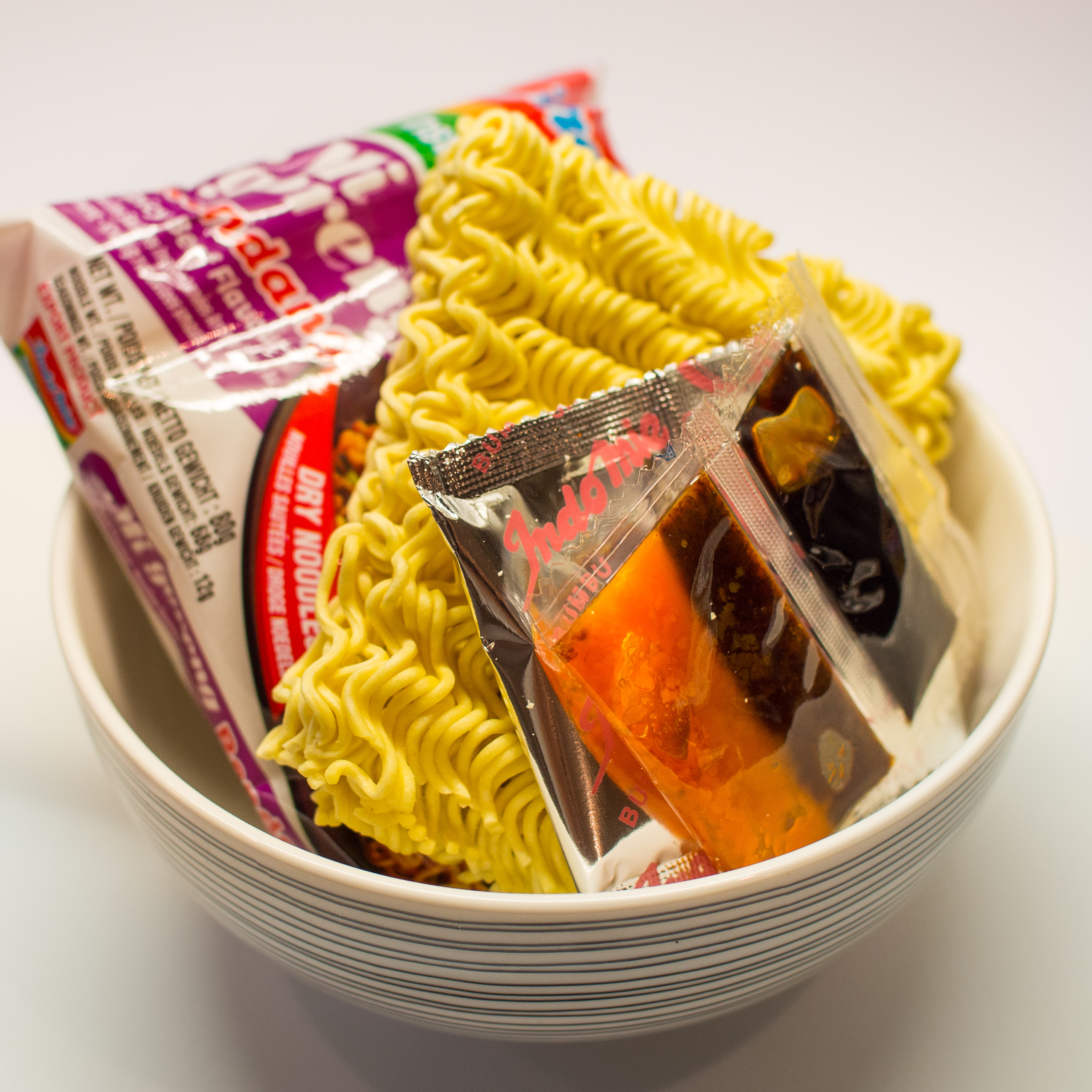
Inhalt einer Packung Indomie Mi Goreng Rendang
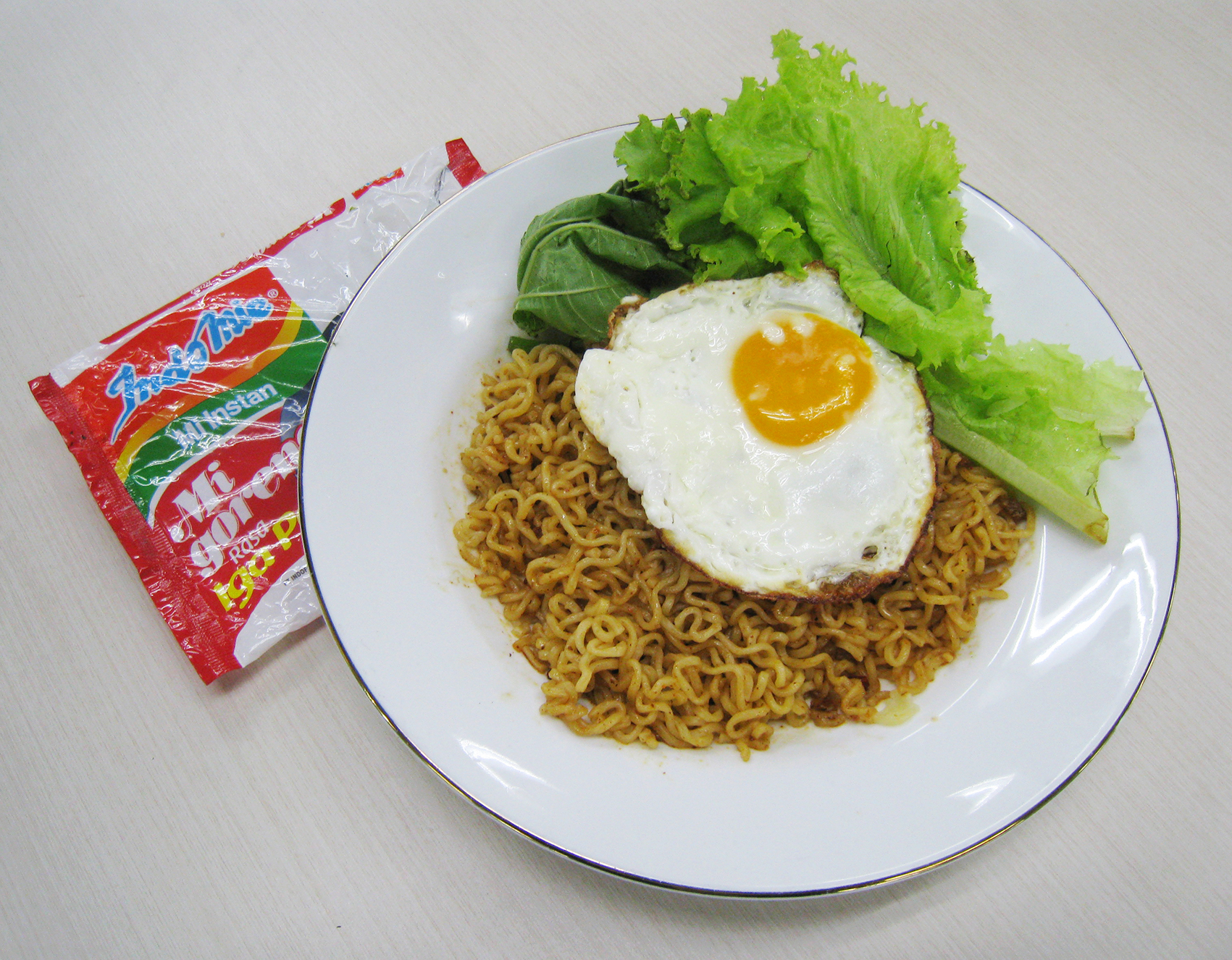
Zubereitetes Indomie Mie Goreng mit Ei und Salat als Beilage
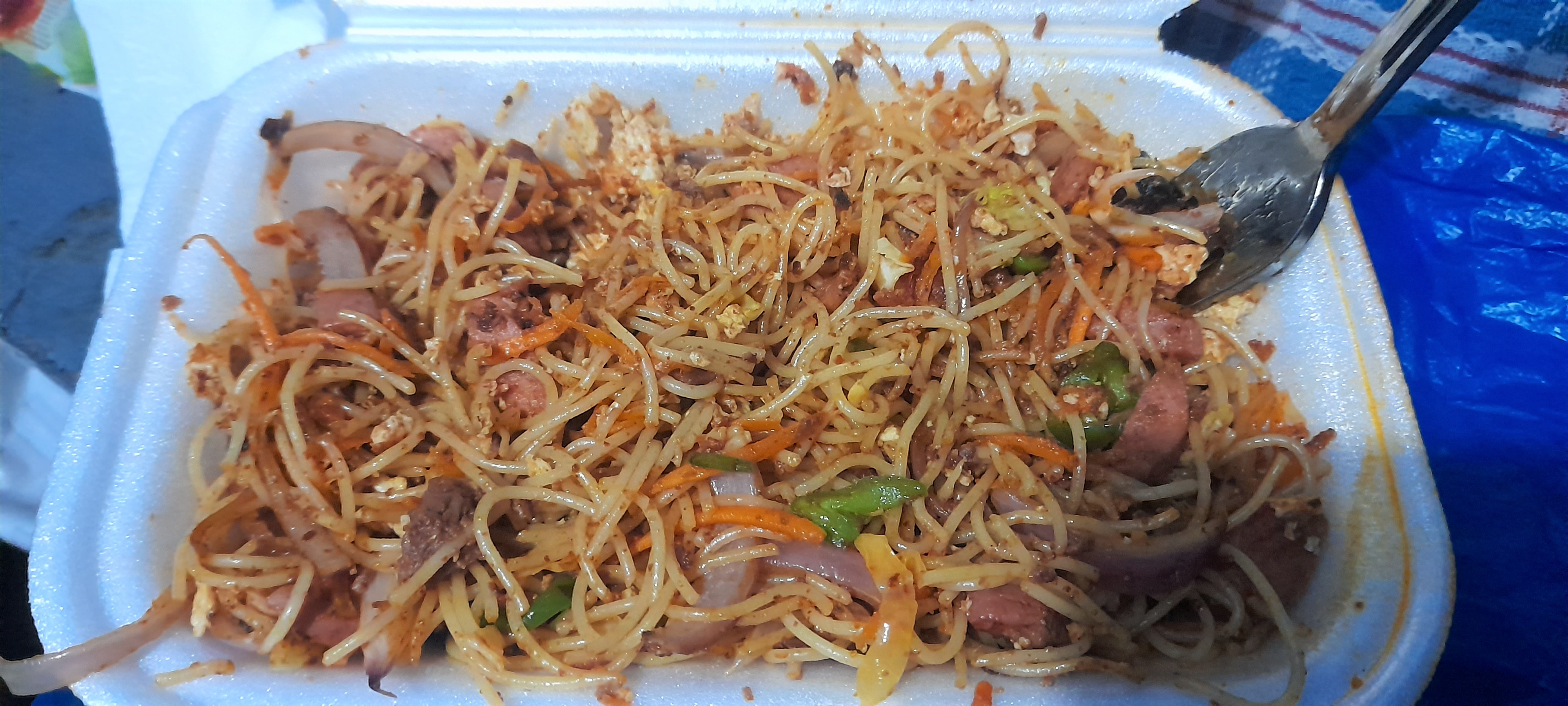
Zubereitetes Gericht auf der Basis von Indomie-Nudeln in Ghana